# WTIP
WTIP (англ. WT1 interacting protein) – білок, який кодується однойменним геном, розташованим у людей на довгому плечі 19-ї хромосоми. Довжина поліпептидного ланцюга білка становить 430 амінокислот, а молекулярна маса — 45 124.
| 10         |  | 20         |  | 30         |  | 40         |  | 50         |
| ---------- |  | ---------- |  | ---------- |  | ---------- |  | ---------- |
| MQRSRAGADE |  | AALLLAGLAL |  | RELEPGCGSP |  | GRGRRGPRPG |  | PGDEAAPALG |
| RRGKGSGGPE |  | AGADGLSRGE |  | RGPRRAAVPE |  | LSAQPAGSPR |  | ASLAGSDGGG |
| GGGSARSSGI |  | SLGYDQRHGS |  | PRSGRSDPRP |  | GPGPPSVGSA |  | RSSVSSLGSR |
| GSAGAYADFL |  | PPGACPAPAR |  | SPEPAGPAPF |  | PLPALPLPPG |  | REGGPSAAER |
| RLEALTRELE |  | RALEARTARD |  | YFGICIKCGL |  | GIYGAQQACQ |  | AMGSLYHTDC |
| FTCDSCGRRL |  | RGKAFYNVGE |  | KVYCQEDFLY |  | SGFQQTADKC |  | SVCGHLIMEM |
| ILQALGKSYH |  | PGCFRCSVCN |  | ECLDGVPFTV |  | DVENNIYCVR |  | DYHTVFAPKC |
| ASCARPILPA |  | QGCETTIRVV |  | SMDRDYHVAC |  | YHCEDCGLQL |  | SGEEGRRCYP |
| LAGHLLCRRC |  | HLRRLQPGPL |  | PSPTVHVTEL |  |            |  |            |

A: Аланін

C: Цистеїн

D: Аспарагінова кислота

E: Глутамінова кислота

F: Фенілаланін

G: Гліцин

H: Гістидин

I: Ізолейцин

K: Лізин

L: Лейцин

M: Метіонін

N: Аспарагін

P: Пролін

Q: Глутамін

R: Аргінін

S: Серин

T: Треонін

V: Валін

Кодований геном білок за функцією належить до репресорів. 
Задіяний у таких біологічних процесах, як транскрипція, регуляція транскрипції, РНК-залежне заглушення генів. 
Білок має сайт для зв'язування з іонами металів, іоном цинку. 
Локалізований у цитоплазмі, ядрі, клітинних контактах.